# Divoké labutě
Divoké labutě (dánsky De vilde Svaner) je pohádka dánského spisovatele Hanse Christiana Andersena. Poprvé se objevila v roce 1838 ve sbírce s názvem Pohádky vyprávěné dětem. První kolekce obsahovala pohádky Křesadlo, Mikula a Mikulka, Princezna na hrášku a Iduščiny květiny. Ve druhé se kromě Divokých labutí objevily dále pohádky s názvy Malenka, Malá mořská víla a Císařovy nové šaty. 
Příběh s náboženskými prvky je založen na víře v Boha a síle sourozenecké lásky, která dokáže zlomit zlou kletbu.

## Děj
V království žije král a spolu s ním jedenáct synů a dcera Eliška. Ovdovělý král se zaslepen láskou znovu ožení za čarodějnici. Zlá macecha se chce zbavit králových potomků, a proto vyřkne na jedenáct princů kletbu, která je promění v bílé labutě. Ve dne létají jako ptáci, ale v noci nesou opět lidskou podobu. Poté, co Eliška vyroste, čarodějnice se pokouší proklet také ji, ale Eliščino srdce je tak dobré, že na to kletba nestačí. Macecha jí ušpiní obličej, zničí šaty a vyžene ze zámku.
Na své cestě najde své zakleté bratry, kteří ji odnesou do dalekého království pryč od zlé macechy. Elišce si přeje vysvobodit své bratry a jedné noci jí víla poradí, co musí udělat - na hřbitově nasbírat vlastníma rukama kopřivy, z nich ušlapat len a z něj ušít všem jedenácti bratrům košile, ovšem během toho nepromluvit, neboť každé slovo by bodlo jedno z bratrů do srdce a zahynul by. Statečná Eliška se nemusela rozmýšlet, ihned oněměla a začala konat.
Jednoho dne projel kolem pohledný lovec, ale ve skutečnosti princ. Když Elišku zahlédl, zamiloval se do ní a odvezl si ji na svůj zámek. Tam poskytl své milé komůrku, kde mohla pokračovat ve své práci. Později si princ vzal Elišku za manželku, což se příliš nelíbilo arcibiskupovi, který v ní viděl čarodějnici. Jednou Elišce došly kopřivy a byla nucena si je dojít nasbírat na hřbitov. Arcibiskup Elišku sledoval a viděl, jak prochází hřbitovem, kde jsou také duchové, a domníval se, že jsou s Eliškou ve spolku. Oznámil to princi a nechal ji nařídit soud za čarodějnictví. Elišku odvádí na popravu, ale ta se nevzdává a došívá v posledních chvílích jedenáctou košili. Lidé chtějí Elišce košile roztrhat, když přilétly labutě a Elišku zachránily. Lid to vnímá jako znamení o její nevinnosti. Zakletí bratři oblékají košile a vrací se do lidské podoby. Jen nejmladšímu z nich zůstalo labutí křídlo, protože to Eliška nestihla došít. Nyní Eliška může mluvit, ale vyčerpáním omdlévá, proto bratři všechno vysvětlují. Ze dřeva kolem ní vyrůstají růže.

## Přijetí díla
Dílo bylo několikrát přeloženo nejen do českého jazyka. Překlad Jana Raka z roku 1953 zdůrazňuje náboženský podkres. Eliška se několikrát modlí, mluví k Bohu, zpívá nábožné písně a postava arcibiskupa, který chtěl Elišce ublížit, se hodil jako negativní motiv tehdejšímu komunistickému režimu. Později v roce 1957 byl překlad podle Gustava Pallase upraven tím, že výrazně omezuje náboženské motivy, proto je postava Elišky méně zbožná.
Andersenovy pohádky spadají do literatury pro děti, je ale otázkou, zda symbolika vyskytující se v těchto dílech je pro dětského čtenáře dostatečně pochopitelná. V jeho dílech se často objevují tragické příběhy, což můžeme vnímat v rozporu s žánrem pohádky. Obecně byly Andersenovy díla úspěšnější zprvu v zahraničí než v Dánsku, odkud autor pocházel, nicméně byly přeloženy do několika světových jazyků.
Kevin J. Wetmore, Jr. upozornil na skutečnost, že tvorové, kteří hodují na hřbitově, když na něj Eliška jde pro kopřivy, jsou ghúlové vypůjčení z blízkovýchodního folkloru. Skutečnost, že se tyto bytosti objevují i v dánském příběhu pro děti, vnímá jako důkaz dobové evropské fascinace Orientem.
Pro českou veřejnost je spíše známější verze Sedmero krkavců od Boženy Němcové. Motiv venkovských mládenců, kteří jsou zakleti v krkavce je pro českou společnost přijímanější než princové v labutě. Valerie Estelle Frankelová v pohádce vidí klasickou mytologickou cestu hrdinky, která musí čelit nepřátelství, netoleranci, a nakonec také smrti, aby zachránila ty, které miluje, a s odkazem na Allana B. Chinena upozorňuje na shody s výpravou staroegyptské Isis za záchranou Osirida nebo na osudy hebrejské Šechiny či čínské bohyně Nüwa. Aarneho–Thompsonův katalog řadí tento typ pohádek (bratři proměnění v ptáky) pod číslo AT 451.

## Adaptace
Námět byl několikrát zfilmován a přepracován. Podobnému námětu se věnovali i bratři Grimmové s příběhem Šest labutí (1812).
- Divoké labutě (1963), režie: Michail Cechanovskij
- Divoké labutě (1972), režie: Renata Mázelová
- Divoké labutě (1987), režie: Helle Karis
- Divoké labutě (2009), režie: Peter Flinth, Ghita Nørby
- O šesti labutích (2012), režie: Karola Hattop
- Sedmero krkavců (1967), režie: Ludvík Ráža
- Sedmero krkavců (1993), režie: Ludvík Ráža
- Sedmero krkavců (2015), režie: Alice Nellis